# Igreja de Santo Eugénio
A Igreja de Santo Eugénio do Bairro da Encarnação é a igreja do bairro da Encarnação, em Lisboa. Fica no cimo da Alameda da Encarnação.